# Thế năng
Trong vật lý, thế năng (Tiếng Anh: potential energy, nghĩa đen: năng lượng tiềm tàng) là năng lượng được giữ bởi một vật do vị trí của nó so với các vật khác, các lực nén bên trong bản thân, điện tích hoặc các yếu tố khác.
Các dạng thế năng phổ biến bao gồm thế năng hấp dẫn của một vật phụ thuộc vào khối lượng của nó và khoảng cách của nó với trọng tâm của một vật khác, thế năng đàn hồi của lò xo kéo dãn và thế năng của điện tích trong một điện trường. Đơn vị đo năng lượng trong Hệ đo lường quốc tế (SI) là jun, có ký hiệu J.
Thuật ngữ năng lượng tiềm năng được đưa ra bởi kỹ sư và nhà vật lý người Scotland ở thế kỷ 19 William Rankine, mặc dù nó có liên quan đến khái niệm về tiềm tàng của nhà triết học Hy Lạp Aristotle. Thế năng liên quan tới các lực tác dụng lên một cơ thể mà tổng công do các lực này thực hiện lên thể chỉ phụ thuộc vào vị trí ban đầu và vị trí cuối cùng của cơ thể trong không gian. Những lực này, được gọi là lực bảo toàn, có thể được biểu diễn tại mọi điểm trong không gian bằng vectơ được biểu thị dưới dạng các bậc của một hàm vô hướng nhất định được gọi là potential. Hiểu một cách chính xác hơn thì trong cơ học, thế năng là trường thế vô hướng của trường véctơ lực bảo toàn.
Vì công của các lực tiềm tàng tác dụng lên một vật thể chuyển động từ vị trí đầu đến vị trí cuối chỉ được xác định bởi hai vị trí này, và không phụ thuộc vào đường của cơ thể đó, nên có một hàm được gọi là potential có thể được xác định tại hai vị trí đó để xác định công này.
Cũng như mọi trường thế vô hướng, thế năng có giá trị tùy theo quy ước thế năng của điểm lấy mốc. Đôi khi, khái niệm hiệu thế năng thường được dùng khi so sánh thế năng giữa hai điểm, hoặc nói về thế năng của một điểm khi lấy điểm kia là mốc có thế năng bằng 0.
Với mọi trường véctơ lực bảo toàn, tích phân đường của véctơ lực E từ vị trí r0 đến r:
{\displaystyle \int _{\mathbf {r} _{0}}^{\mathbf {r} }\mathbf {F} \cdot d\mathbf {r} '}
đều có giá trị không phụ thuộc vào đường đi cụ thể từ r0 đến r.
Như vậy tại mỗi điểm r đều có thể đặt giá trị gọi là thế năng:
{\displaystyle \phi (\mathbf {r} )=\phi (\mathbf {r} _{0})+\int _{\mathbf {r} _{0}}^{\mathbf {r} }\mathbf {F} \cdot d\mathbf {r} '}
với φ(r0) là giá trị thế năng quy ước ở mốc r0.

## Thế năng hấp dẫn
Thế năng hấp dẫn (thế năng trọng trường) của một vật là dạng năng lượng tương tác giữa Trái Đất và vật; nó phụ thuộc vào vị trí của vật trong trọng trường.
Lực hấp dẫn là một lực bảo toàn, và thế năng trong trường hợp này gọi là thế năng hấp dẫn, còn gọi là thế năng trọng trường.
Ví dụ, tại một điểm nhỏ trên bề mặt hành tinh lớn, có thể coi lực hấp dẫn lên vật thể (trọng lực) không đổi:
F = m g
với  tại bề mặt, vật. Lúc đó nếu lấy mốc thế năng của vật tại bề mặt bằng 0 thì thế năng tại độ cao h so với bề mặt (h rất nhỏ so với bán kính của hành tinh) là:
φ = m |g| z
Khi ở trên mặt đất thế năng trọng trường có công thức: Wt = mgz đơn vị Jun
m là khối lượng đơn vị kg
g là vectơ gia tốc trọng trường. Là hằng số 9,81
z là độ cao đơn vị là m

## Thế năng tĩnh điện
Lực tĩnh điện là một lực bảo toàn, và thế năng trong trường hợp này là thế năng tĩnh điện.
Lực tĩnh điện F là:
F = q E
với q là điện tích của hạt mang điện, E là cường độ điện trường.
Trong khi đó, điện thế, V, lại là trường thế vô hướng ứng với trường véc tơ cường độ điện trường:
{\displaystyle V(\mathbf {r} )=V(\mathbf {r} _{0})+\int _{\mathbf {r} _{0}}^{\mathbf {r} }\mathbf {E} \cdot d\mathbf {r} '}
Suy ra:
φ = q V
nghĩa là thế năng tĩnh điện bằng điện thế nhân với điện tích.

## Thế năng đàn hồi
Thế năng đàn hồi là dạng năng lượng của một vật chịu tác dụng của lực đàn hồi.
Lực đàn hồi của lò xo lý tưởng là lực bảo toàn, và thế năng trong trường hợp này gọi là thế năng đàn hồi.
Nếu lò xo tuân theo định luật Hooke với lực đàn hồi, F, tỷ lệ với biến dạng, y:
|F| = k y
Thì thế năng đàn hồi của lò xo là:
φ = k y2/2
Có thể lấy mốc thế năng bằng 0 khi lò xo không bị biến dạng.